# The Imperial March
"The Imperial March (Darth Vader's Theme)", é um tema musical presente na franquia Star Wars. Foi composto por John Williams para o filme Star Wars: O Império Contra-Ataca. Junto com "Yoda's Theme", "The Imperial March" foi lançado em 29 de abril de 1980, "três semanas antes da abertura do filme, na ocasião do primeiro conceito de John Williams como condutor-residente da Boston Pops Orchestra." Uma das sinfonias mais conhecidas dos filmes, é um exemplo de leitmotif, um tema recorrente relacionados a personagens ou a um evento no drama.
A música foi reutilizada nos filmes seguintes de Star Wars, e cresceu para além da franquia, sendo um tema comum em jogos esportivos, concertos sinfônicos e referenciada em séries de televisão e outros filmes. Nos Estados Unidos a música tem sido usada para marcar rivalidades esportivas. Numerosas bandas de ensino médio e de faculdade a tocam durante os jogos de futebol americano, particularmente quando a defesa de um time da casa está em campo ou fez uma grande jogada ou para questionar uma punição feita pelo árbitro.